# Ayupe
Marco Aurélio Ayupe, mais conhecido simplesmente como Ayupe (São João Nepomuceno, 25 de abril de 1969) é um ex-futebolista brasileiro que atuava como lateral-direito.

## Carreira
Passou sua infância no distrito de Roça Grande e posteriormente foi ao Rio de Janeiro, onde começou no pré-mirim do America-RJ, em 1981. No ano seguinte foi para o Vasco da Gama.
Integrou todas as Seleções Brasileiras de base. Em 1987, disputou o Torneio de Toulon.
Estreou pelo time principal do Vasco em 18 de dezembro de 1988, em partida pelo Campeonato Brasileiro e vitoria cruzmaltina por 3x2 contra o Criciúma, em São Januário. Pelo clube, esteve no elenco campeão brasileiro em 1989.
Pelo Vasco, foi o reserva imediato de Paulo Roberto e posteriormente de Luís Carlos Winck. 
Em 1992, foi emprestado ao Bragantino.
Em 1994, foi emprestado ao Grêmio até o final daquele ano. Pelo clube, conquistou a Copa do Brasil de 1994 como titular.
Se destacou no Paulistão de 1996, atuando pela Portuguesa, onde também marcou vários gols.
Chegou ao Corinthians vindo da Portuguesa. Estreou em 11 de agosto de 1996, na derrota para Atlético-MG por 1 a 0, em partida válida pelo Campeonato Brasileiro daquele ano.
Durante toda sua passagem pelo clube, entre 1996 a 1997, permaneceu como reserva. Fez 16 jogos pelo Timão e esteve presente na conquista do Campeonato Paulista de 1997.
Em 1999, foi emprestado ao São José para disputar o Paulistão.
Atuou pelo Comercial de Ribeirão Preto em 1999 e 2001, e, em duas Séries A2, marcou 7 gols pelo clube.
Em 2022, foi tema do livro “Ayupe: de Roça Grande para o Mundo da Bola”, do escritor Nei Medina.

## Títulos
Vasco da Gama 
- Campeonato Brasileiro: 1989
- Troféu Ramón de Carranza: 1989
- Taça Guanabara: 1990
- Taça Adolpho Bloch: 1990
- Torneio João Havelange: 1993

Grêmio
- Copa do Brasil: 1994[15]

Mogi-Mirim
- Campeonato Paulista- Série A2: 1995

Portuguesa de Desportos
- Torneio Início Paulista de 1996

Corinthians
- Campeonato Paulista: 1997